# Fiordo Wolstenholme
El fiordo Wolstenholme es un fiordo en el municipio de Avannaata, en el noroeste de Groenlandia. Se encuentra al norte de la base aérea de Thule y adyacente al asentamiento inuit abandonado de Narsaarsuk.
La zona fue contaminada en 1968 con plutonio y otros elementos radiactivos tras el accidente de un bombardero B-52.

## Geografía
El fiordo Wolstenholme se encuentra en el tramo de costa entre el cabo York y el cabo Alexander. Junto con el golfo de Inglefield, es una de las dos principales hendiduras de la zona.
La isla Saunders, la isla Wolstenholme y el estrecho Bylot se encuentran en la desembocadura del fiordo en la bahía North Star. Más al oeste, en la costa norte, se encuentra el fiordo de Granville.
Las aguas del fiordo son alimentadas por cuatro grandes glaciares: el glaciar Salisbury, el glaciar Chamberlin, el glaciar Knud Rasmussen y el glaciar Harald Moltke.
|  |

## Lectura adicional
- Svend Funder, Estratigrafía y glaciología del Cuaternario Tardío en el área de Thule, noroeste de Groenlandia
- Estados Unidos. Agencia de Cartografía de Defensa, Estados Unidos. Oficina Oceanográfica Naval, Instrucciones de navegación para la costa oeste de Groenlandia, volúmenes 16-968, páginas 338-339
- Steven J. Mock, Fluctuaciones del extremo del glaciar Moltke, Laboratorio de Investigación e Ingeniería de Regiones Frías (EE. UU.), P 2